# .gh

Vlag van Ghana

.gh is het achtervoegsel van domeinnamen van Ghana.